# Liste von Wasserzeichenforschern
Dies ist eine Liste von Wasserzeichenforschern. Diese Personen erforschen historische Wasserzeichen. Viele von diesen Personen haben Wasserzeichen gesammelt und in gedruckten Katalogen veröffentlicht. Eine umfangreiche Liste dieser Wasserzeichenkataloge findet sich auf der Website der Internationalen Arbeitsgemeinschaft der Papierhistoriker (IPH). Wasserzeichenforscher heutzutage speichern vorwiegend ihre Wasserzeichen in Datenbanken und machen diese online zugängig.

## Personen

### A
- Viktor Akantisz (1864–1943), Ungarn[3]
- Julija V. Andrjušajtite, Russland[4]

### B
- Karol Józef Badecki (1886–1953), Polen
- Nana Badenberg (* 1964), Deutschland, Schweiz[5]
- José Carlos Balmaceda Abrate, Spanien, Argentinien[6]
- José Luis Basanta Campos, Spanien[7]
- Gebhard Blücher (1934–1968), Rumänien[8]
- Marianne Bockelkamp (1925–2011), Deutschland; Frankreich
- Hans H. Bockwitz (1884–1954), Deutschland
- Francisco Bofarull y Sanz (1843–1938), Spanien[9]
- Peter Bower (* 1950), Großbritannien[10]
- Charles-Moïse Briquet (1839–1918), Schweiz
- Włodzimierz Budka (1894–1977), Polen[11]
- Claire Bustarret, Frankreich[12]

### C
- William Algernon Churchill (1865–1947), Großbritannien[13]
- William Emmet Coleman (* 1942), USA, Italien
- Emilian Corneanu, Rumänien

### D
- Józef Dąbrowski (1940–2019), Polen[14]
- Jaroslaw Daschkewytsch (1926–2010), Ukraine[15]
- Viliam Decker, Slowakei[16]
- Ferdinand Del Marmol (1832–1912), Belgien[17]
- Marieke van Delft, Niederlande[18]
- Georges Detersannes (* 1932), Frankreich[19]
- Tatjana Vladirovna Dianova (Татьяна Владимировна Дианова, 1930–2002), Russland[20]
- Maria Dolores Díaz-Miranda y Macías, Spanien[21]
- Georg Dietz (* 1975), Deutschland[22]

### E
- Georg Eineder (1894–1962), Österreich-Ungarn[23]
- Valerija Anatolevna Esipova (Валерия Анатольевна Есипова), Russland[24]

### F
- Marisa Ferrando Cusí, Spanien[25]
- Stefan Feyerabend (1932–2018), Deutschland[26]
- Haakon Fiskaa (1894–1987), Norwegen[27]
- Gotthelf Fischer von Waldheim (1771–1853), Deutschland, Russland[28]
- Miroslav Flodr (1929–2015), Tschechien[29]
- Erwin Frauenknecht, Deutschland[30]
- Karin Friese, Deutschland[31]

### G
- Gabriel Garcia, Spanien
- Andrea Federico Gasparinetti (1893–1964), Italien[32]
- Raymond Gaudriault (1912–2003), Frankreich[33]
- Gonzalo Gayoso Carreira (1910–1996), Spanien[34]
- Aleksandr Aleksandrovich Geraklitov (Александр Александрович Гераклитов, 1867–1933), Russland[35]
- Theo Gerardy (1908–1986), Deutschland[36]
- Maria Giannikou (Μαρία Γιαννίκου), Griechenland
- Bé J. van Ginneken- van de Kasteele (1914–2005), Niederlande[37]
- Bruno Giglio, Italien[38]
- Clytus Gottwald (1925–2023), Deutschland
- Thomas L. Gravell (1913–2004), USA[39]
- Robert Große-Stoltenberg (1903–1983), Deutschland[40]
- Miroslava Grozdanović-Pajić (1931–2002), Serbien[41]

### H
- Albert Haemmerle (1899–1976), Deutschland[42]
- Alois Haidinger (* 1944), Österreich[43]
- Dieter Harlfinger (* 1940), Deutschland[44]
- Neil Harris (* 1957), Italien-Frankreich[45]
- Bernhard Hausmann (1784–1873), Deutschland[46]
- Louis Hay (* 1926), Frankreich[47]
- Edward Heawood (1863–1949), Großbritannien[48]
- Paul Heitz (1857–1943), Deutschland; Frankreich[49]
- Maria del Carmen Hidalgo Brinquis, Spanien[50]
- Friedrich von Hössle (1856–1935), Deutschland[51]

### I
- Jean Irigoin (1920–2006), Frankreich[52]

### J
- Albert Jaffé (1878–1941), Deutschland[53]
- Andrija Jakovljević (* 1940), Serbien[54]
- Jean-Marie Janot (1901–1974), Frankreich[55]
- Hendrik Jansen (1741–1812), Niederlande, Frankreich[56]

### K
- Hans B. Kälin (1931–2022), Schweiz[57]
- Iwan Kamanin (1850–1921), Ukraine
- Ourania Kanakari (Ουρανία Κανακάρη), Griechenland
- Friedrich Keinz (1833–1901), Deutschland[58]
- József Kemény (1795–1855), Ungarn-Rumänien[59]
- Ernst Kirchner (1847–1921), Deutschland[60]
- Sokrat Aleksandrovič Klepikov (Сократ Александрович Клепиков, 1895–1978), Russland[61]
- Heinrich Kühne (1910–2003), Deutschland

### L
- Emile Joseph Labarre (1883–1965), Niederlande; Großbritannien[62]
- Alma Langenbach (1893–1970), Deutschland[63]
- Ivan Petrovič Laptev (Иван Петрович Лаптев, 1774–1838), Russland[64]
- Edmundas Laucevičius (1906–1973), Litauen[65]
- Frans Laurentius (* 1971), Niederlande[66]
- Theo Laurentius (* 1936), Niederlande[67]
- Louis Le Clert (1835–1932), Frankreich[68]
- Nikolai Petrovich Likhachev (Николай Петрович Лихачёв, 1862–1936), Russland[69]
- Gösta Liljedahl (1908–1979), Schweden[70]
- Nils J. Lindberg, Finnland[71]
- Johann Lindt (1899–1977), Schweiz[72]
- Edo G. Loeber (1902–1988), Niederlande[73]
- Theodor Lorentzen (1863–1947), Deutschland
- Andrea Lothe (* 1961), Deutschland[74]

### M
- Orest Ja. Macjuk (Орест Мацюк, 1932–1999), Ukraine[75]
- Alexandru Mareş (1936–1978), Rumänien[76]
- Violeta Martinovska (* 1970), Makedonien[77]
- Predrag Matejić (* 1952), Serbien, USA[78]
- Leonardo Mazzoldi, Italien
- Joseph Meder (1857–1934), Österreich[79]
- Étienne Midoux (1829–1890), Frankreich[80]
- Vladimir Mošin (1894–1987), Kroatien; Makedonien[81]
- Daniel W. Mosser, USA[82]

### N
- Alfred Nadler (1898–1980), Deutschland[83]
- Eva Neumayr (* 1968), Österreich[84]
- Alexandre Nicolaï (1864–1952), Frankreich[85]
- Vsevolod A. Nikolaev, Bulgarien[86]
- Gernot Nussbächer (* 1939), Rumänien[87]

### O
- Pádraig Ó Macháin, Irland[88]

### P
- Ilaria Pastrolin (* 1993), Italien; Frankreich
- Jenő Pelbárt, Ungarn
- Gerhard Piccard (1909–1989), Deutschland[89]
- Franciszek Piekosiński (1844–1906), Polen[90]

### R
- Heinz Reitz, Deutschland[91]
- Manuel Rico y Sinobas (1821–1898), Spanien[92]
- Jane Roberts (* 1949), Großbritannien[93]
- Fritz Rokita (1917–2007), Österreich[94]
- Birte Rottensten (1942–1985), Dänemark[95]
- Jan Olof Rudén (* 1937), Schweden[96]

### S
- José Sánchez Real, Spanien[97]
- Maria José Ferreira dos Santos, Portugal[98]
- Carlos Antonio de La Serna Santander (1752–1813), Spanien[99]
- Gustav Schacht (1875–1922), Deutschland[100]
- Frieder Schmidt (* 1952), Deutschland[101]
- Dierk Schnitger (1934–1999), Deutschland[102]
- Alfred Schulte (1900–1944), Deutschland[103]
- Erich Schwanke, Deutschland[104]
- Elena Michailovna Schwarz (Елена Михайловна Шварц), Russland
- Nicolangelo Scianna, Italien[105]
- Alfred H. Shorter (–1969), Großbritannien[106]
- Jadwiga Siniarska-Czaplicka (1913–1986), Polen[107]
- Mark Lawrence Sosower (1949–2009), USA[108]
- Gertraude Spoer (1925–1999), Deutschland[109]
- Radoman Stanković (Радоман Станковић, * 1947), Serbien[110]
- Karl Steinmüller (1901–1977), Deutschland[111]
- Allan H. Stevenson (1903–1970), USA[112]
- Maria Stieglecker, Österreich[113]
- Sofia Ştirban, Rumänien

### T
- Eberhard Tacke (1910–1977), Deutschland[114]
- Irmgard Tacke, Deutschland[115]
- Gerard van Thienen (1939–2015), Niederlande[116]
- Nikolai Iwanowitsch Tichomirow (Николай Иванович Тихомиров, 1819–1901), Russland
- Gyula Todoreszku (1866–1919), Ungarn[117]
- Seid Mustafa Traljić (1915–1983), Serbien, Montenegro[118]
- Kornilij Jakovlevič Tromonin (Корнилий Яковлевич Тромонин, † 1847), Russland[119]
- Peter F. Tschudin (* 1932), Schweiz[120]
- Walter F. Tschudin (1898–1987), Schweiz[121]
- Alan Tyson (1926–2000), Großbritannien[122]

### U
- Elena V. Uchanova (Елена Уханова), Russland[123]
- Zoja Vasilevna Učastkina (Зо́я Васи́льевна Участкина, 1906–1975), Russland[124]
- Leo Utter (1929–2006), Estland[125]
- Õie Utter (1930–2010), Estland[126]

### V
- Oriol Valls i Subirà (1915–1991), Spanien[127]
- Asparuch Trajanov Velkov (* 1936), Bulgarien[128]
- Nina Vutova (Нина Вутова, * 1953), Bulgarien[129]
- Henk Voorn (1921–2008), Niederlande[130]

### W
- Otto Weerth (1849–1930), Deutschland
- Karl Theodor Weiß (1872–1945), Deutschland[131]
- Wisso Weiß (1904–1991), Deutschland
- Emanuel Wenger (* 1953), Österreich[132]
- Vinzenz Franz Werl (1810–1861), Österreich
- Lucien Wiener (1828–1909), Frankreich
- Martin Wittek (* 1929), Belgien[133]

### Z
- Monique Zerdoun Bat-Yehouda (* ≈1945)[134]
- Eva Ziesche (1939–2005), Deutschland[135]
- Augusto Zonghi (1840–1916), Italien[136]
- Aurelio Zonghi (1830–1902), Italien[137]
- František Zuman (1870–1955), Tschechien[138]